# Marea Ducesă Maria Mihailovna a Rusiei
Maria Mihailovna a Rusiei (rusă Мария Михайловна; 9 martie 1825, Moscova - 19 noiembrie 1846, Viena), a fost Mare Ducesă a Rusiei, primul copil al Marelui Duce Mihail Pavlovici al Rusiei și a soției sale, Charlotte de Württemberg care și-a luat numele de  Elena Pavlovna după convertirea la ortodoxism. Prin tatăl ei a fost nepoata Țarului Pavel I al Rusiei și nepoata de frate a împăraților Alexandru I al Rusiei și Nicolae I al Rusiei.

## Biografie
Marea Ducesă Maria Mihailovna a fost primul copil al  Marelui Duce Mihail Pavlovici al Rusiei și a soției sale, Charlotte de Württemberg. Tatăl ei era fiul cel mic al Țarului Pavel I al Rusiei și a celei de-a doua soții Sophie Dorothea de Württemberg. În momentul nașterii sale, pe tronul Rusiei domnea fratele mai mare al tatălui ei, Alexandru I al Rusiei. La sfârșitului acelui an însă Alexandru a murit și a fost urmat de fratele mai mic, Nicolae I al Rusiei. Maria Mihailovna a avut patru surori.
Educația Marii Ducese Maria Mihailovna a beneficiat de toată atenția mamei sale. Marele Duce nu a avut nici un fiu, însă și-a dus fiicele să participe la parade și exerciții militare, spunând că fiecare dintre fiicele sale ar putea comanda un regiment de cavalerie. El le-a învățat arta războiului de cavalerie și infanterie.
Cu o sănătate mai fragilă decât a surorilor ei, în ajunul vârstei de douăzeci de ani, Marea Ducesă Maria Mihailovna a arătat primele semne ale bolii de care suferea. Nimeni din anturajul ei însă nu a descifrat aceste semne. În 1845, sora ei mai mică, Elisabeta, a murit la doar 18 ani, încercând să dea naștere primului ei copil. Anul următor, în timp ce era la Viena, Marea Ducesă Maria Mihailovna a decedat în brațele tatălui ei de o tuberculoză galopantă. A fost înmormântată în Catedrala Petru și Pavel din Sankt Petersburg.
În memoria ei și a Elisabetei, Marea Ducesă Elena Pavlovna a organizat adăposturile "Elisabeta și Maria" din Sankt Petersburg și Pavlovsk.